# Harry Cage
Harry Cage (* 5. Mai 1795 in Cages Bend, Sumner County, Tennessee; † 31. Dezember 1858 in New Orleans, Louisiana) war ein US-amerikanischer Jurist und Politiker. Zwischen 1833 und 1835 vertrat er den zweiten Wahlbezirk des Bundesstaats Mississippi im US-Repräsentantenhaus.

## Leben
Harry Cage kam schon in seiner frühen Jugend in das Wilkinson County in Mississippi. Nach einem Jurastudium begann er in Woodville in seinem neuen Beruf zu arbeiten. Zwischen 1829 und 1832 war er Richter am Supreme Court of Mississippi.
Cage wurde Mitglied der Demokratischen Partei von Präsident Andrew Jackson. Als deren Kandidat wurde er 1832 in das US-Repräsentantenhaus gewählt. Diese Wahlen fanden im ganzen Bundesstaat statt, der ab diesen Wahlen nach einer Volkszählung zwei Kongressmitglieder stellen konnte. Erst ab den Wahlen des Jahres 1844 wurde offiziell der zweite Wahlbezirk von Mississippi geschaffen. Bis dahin wurden die beiden Kongressabgeordneten staatsweit gewählt. Im Repräsentantenhaus absolvierte Cage zwischen dem 4. März 1833 und dem 3. März 1835 eine Legislaturperiode. In diese Zeit fallen der Streit der Bundesregierung mit dem Staat South Carolina, die sogenannte Nullifikationskrise, und die Diskussion um die von Präsident Jackson verordnete Schließung der Bundesbank. Beide Themen waren auch im Kongress heftig umstritten.
1834 verzichtete Cage auf eine erneute Kandidatur. Nach dem Ende seiner Zeit im Kongress zog Cage nach Louisiana, wo er in der Nähe der Stadt Houma die Zuckerplantage „Woodlawn“ erwarb und bewirtschaftete. Außerdem blieb er weiterhin der Politik verbunden. So war er auch im Vorstand der Demokratischen Partei von Louisiana. Harry Cage starb während eines Besuchs in New Orleans am 31. Dezember 1858. Er war Sklavenhalter.